# دراسات في الديمقراطية المصرية
دراسات في الديمقراطية المصرية  كتاب للقاضي طارق البشري  صدر عام 1987 عن دار الشروق في 258 صفحة. الكتاب يحوي مجموعة من الدراسات كتبها البشري في فترات مختلفة، وفي ظروف فكرية وظروف عامة متباينة، وتقع كلها في الفترة من 1967 إلى 1977، ماعدا واحدة نشرت في 1981 ووضعت في خاتمة هذه المجموعة، وتحمل وجهة نظر لا تزال قائمة، وهي فيما يتصور الكاتب دعوة فكرية قائمة حتى اليوم.
على الرغم من أن الكتاب صدر عام 1987 إلا أن الكاتب وجد أن أحداث 25 يناير 2011 تتوافق مع موضوع كتابه عن الديمقراطية وقام بتخصيص 39 صفحة للكتابة عن علاقة أحداث 2011 بالديمقراطية. كما أضاف 15 صفحة للكتابة عن «الحوار بين الثقافات وكيف لا يكون صراعاً» لشرح كيف أن اختلاف الآراء والثقافات ليس صراعاً إذا كانت الديمقراطية قائمة.

## محتوى الكتاب
مقدمة الطبعة الجديدة
مقدمة
القسم الأول
الاحتلال البريطاني وتحذير الضمير الوطئي
ثورة 1919 وجهاد الدولة المصري
دستور 1923 بين القصر والوفد
دستور 1923 صراع حول السلطة
ثورة 1919 والسلطة السياسية
تاريخ المعارضة البرلمانية في مصر  
القسم الثاني
ثورة 23 يوليو وتطور الحركة الوطنية
الديمقراطية في إطار الحركة الوطنية
الجهاز القضائي طبيعته ووظيفته  
فكرة مجلس الدولة في التاريخ المصري
الاتحاد الاشتراكي هل يقن بالدستور  
ملاحظات حول إعداد الدستور الدائم  
إعادة تنظيم الدولة ومشاكل البناء الديمقراطي
ثلاث ملاحظات عن الحركة الديمقراطية في مصر
القسم الثالث
مصر بين الأمس واليوم وداعاً للطبقة الوسطى
ثورة 25 يناير سنة 2011 والتعثر الديمقراطي
الحوار بين الثقافات وكيف لا يكون صراعاً 

## مقدمة الطبعة الجديدة
دراسات هذا الكتاب أعدَّت في فترة سابقة، ولكن تظل استمرارية دراسة ما ورد به عند مؤلفه أنه يعكس وجهة نظره ونتائج دراسته لحقب من تاريخ مصر المعاصرة منذ نهاية القرن التاسع عشر وثورة 1919 ونظمها السياسية، وذلك من خلال النظر الديمقراطي، واتصال هذا التنظيم السياسي بالقوى السياسية العاملة في المجتمع في الفترات التاريخية المشار إليها فيه وأثر ذلك الممتد بعمق في الحاضر المعيش. وأنا في هذه الطبعة قصدت مع إعادة نشر هذا الكتاب أن أزيد فصولاً تتعلق بالفترة التالية لما ظهر فيه هذا الكتاب لأول مرة. لأن مياهًا جرت وأحداثًا وقعت وتشكيلات جرت، سواء في البنية الاجتماعية أو في القوى السياسية أو في علاقات الجماعات بعضها مع بعض، وقد لاحظتٌ أنَّ وهنا أصاب البيئة الاجتماعية العامة في هذه الفترة الأخيرة، منذ الثمانينات من القرن الماضي حتى الآن. وانكشف ذلك بوضوح مع ثورة 25 يناير سنة 2011.
ومن ثم أثبت دراستين عن هذين الأمرين، أولاهما تتعلق بعنصر رأيته هامًا وكان سببًا في ظني ما أصاب البيئة الإنسانية العامة في مصر من وَهَن وجودي، والدراسة الأخرى تتعلق بالتعثر الديمقراطي الذي أصاب المجتمع والدولة.
ولما كان الشأن الخاص بالخلاف الثقافي حول ماهيّة الدولة (أو حول الهوية) هو ما ثار وطغى على كل الصراعات السياسية الخاصة بالشأن الديمقراطي بحسبانه الشأن الأول والرئيسي في ثورة 25 يناير. بحيث إن الخلاف حول الهوية قد اتخذ مستوى من الحدة يكاد يكون طائفيًا وأفضى إلى ما نحن فيه من تصدع ديمقراطي، فقد حاولت في دراسة أخيرة أن أوضح ما يتعين أن يتضح لنا ونلتزمه ونتقيّد به في هذا الشأن الثقافي؛ ليكون شأنًا بعيدًا ومتميرًا عن شئون الصراعات السياسية قدر الإمكان. وهذه الإضافات الثلاث ضمنها إلى هذا الكتاب في طبعته هذه لتشمل القسم الثالث فيه 

## مقتطفات من الكتاب
ثورة 25 يناير سنة 2011 والتعثر الديمقراطي
كتب طارق البشري: "ما أشبه الثورات التي سميت بالربيع العربي في سنة 2011 بالثورات الأوروبية التي جرت في سنة 1848 وهذه ملاحظة شائعة يدركها كل من له إلمام بالتاريخ الأوروبي في القرن التاسع عشر، ثم عاصر ثوراتنا العربية في سنة 2011 وتابع مسارها إلى الآن.
ووجه الشبه يرد من تعدد الدول التي ثارت شعوبها في أوروبا وقتها، وتعدد الدول العربية التي ثارت شعوبها في وقتها هذا، والتعدد والتعاصر في الثورات وفي الحركات السياسية يؤكد أواصر القربى الثقافية والحضارية التاريخية مع التجاور الجغرافي وهو مع بلادنا أظهر رغم تعدد الدول.
ووجه الشبه أيضا أنها ثورات قامت هناك وتقوم هنا ضد الاستبداد، وأنها ثورات شعوب ضد حكوماتها ونظمها الحاكمة المتشابهة في ذلك، وأنها ثورات هناك وهنا تستهدف إقامة تنظيم ديمقراطي، مع تنوعات على درجات متباينة تتعلق بالتكوين العضوي لكل من هذه الشعوب، من حيث التكوينات الجماعية وتنوعاتها على درجات من التميز القبلي والطائفي لدينا أو التميز القومي واللغوي لدى الأوروبيين.
هكذا كانت فرنسا والنمسا وإيطاليا وألمانيا في سنة 1948، وهكذا كانت تونس ومصر وليبيا واليمن وسوريا في سنة 2011، واختلاط المطلب الوطني بالأوضاع القومية في أوروبا سنة 1948 أو الأوضاع القبلية والطائفية لدى العرب في سنة 2011. ووجه الشبه أيضا أن جميع هذه الثورات بدأت وسارت بما استدعى قدرا كبيرا من التفاؤل."
يسهب البشري في شرح قاعدته القائلة بأن الشعوب العربية كانت ثوراتها ضد نظم حكم استبدادية وضد النخب الحاكمة، ويعرج البشري على شرح مفهوم الديمقراطية بوصفها نظام حكم، وشرح كيفية الحكم قديماً وحديثاً. النظم السياسية في العهود القديمة، كما يشرح البشري، لم تكن تصل إلى تفاصيل الحياة اليومية للناس، وأن الحكومات، قديماً، بأجهزتها المركزية لم تلغي النشاط الأهلي ذو التنظيمات الأهلية التي ترعى الشؤون الذاتية اليومية. ينتقل البشري إلى القرن 19 وظهور محمد علي في مصر وبداية الاحتكاك بالغرب والأخذ منهم النظم الحديثة التي ضاعفت سلطة الحكم الفردي ومنعت عنه المخاطر وزادته استبداداً. أستمر ذلك خلال القرن 20 وفرضت نظم الدولة الحديثة في مصر والشرق سيطرتها ورقابتها وهيمنتها، وصار وجود أي تنظيم جماعي، غير منبثق من جهاز الدولة، يتعين نكرانه ومحاربته.
ينسب البشري لثورة 25 يناير أنها قامت من أجل الديمقراطية ويكتب: «أن جهاز إدارة الدولة اعتاد على الحكم بواسطة هذه حالة الطوارئ، وتشكلت في إطارها تجارب رجاله ومهاراتهم وأساليب إدارتهم للشئون العامة والتعامل مع المواطنين ومع أنشطتهم وتجمعاتهم»، ويتابع قائلاً: «هذه هي السلطة ذات القدرة التنظيمية التي آلت إلى ما آلت إليه من ضعف وتفكك قبل قيام ثورة 25 يناير سنة 2011، بما جعل الهدف الأساسي لهذه الثورة هو الحد من طغيانها واستبدادها»، ويواصل قائلاً: «ثورة 25 يناير جاءت بمطلب يكاد يكون وحيداً، وهو بناء نظام الحكم وإدارة الدولة والمجتمع في مصر بطريق ديمقراطي. وإذا كان الشعار الذي تردد على ألسنة الجماهير خلال أيام الثورة واجتمع به الثائرون هو» عيش، حرية، عدالة اجتماعية«فإن ذلك كان فيما يظهر محض شعار للتجييش الشعبي دون أن يعكس برامج سياسية تبنتها تنظيمات شعبية قادت الثورة، لأن الحقيقة أن الثورة جاءت بغير تنظيم شعبي أو تنظيمات شعبية واضحة ومحددة، وهي لم تكن ذات قيادة شعبية تنظيمية شبه مجمع عليها ولها برامج سياسية محددة. لقد كانت ثورة تفتقد هذا التحدد السياسي.»

## نقد وتعليقات
كتب أحمد السيد في 10 يونية 2016 على موقع صحيفة صوت الأمة: «شارك البشري في ثورة يناير بكل قوة، وكان من أشد أنصار محاكمة الرئيس الأسبق مبارك»، وتابع الكاتب: «وجه سيل من الانتقادات للبشري متهمين إياه بالمحاباة لجماعة الإخوان»، وتابع: «استمر ظهور البشري حيث انتقد فض الدولة اعتصام الإخوان في رابعة والنهضة الأمر الذي جعله يدخل من جديد في دائرة الاتهام بالتبعية للإخوان إلا أنه اختفى من المشهد مرة أخرى قاطعا تواصله مع وسائل الإعلام مكتفيا بالتعليق على بعض الأحداث التي يراها هامة.»
كتب السنوسي محمد السنوسي على موقع منتدى العلماء في 16 مارس 2021 أن من ملامح «المشروع البِشْري» الانطلاق من الديمقراطية والتحذير من تجاوزها، كما في كتاب «الديمقراطية والناصرية» وكتاب «الديمقراطية ونظام 23 يوليو» وكتاب «دراسات في الديمقراطية المصرية».

## وصلات خارجية
https://ebook.univeyes.com/164477 دراسات في الديمقراطية المصرية
http://library.pal-plc.ps/records/1/1449.aspx نسخة محفوظة 10 سبتمبر 2022 على موقع واي باك مشين. دراسات في الديمقراطية المصرية
https://www.goodreads.com/book/show/8480821 دراسات في الديمقراطية المصرية
https://www.youtube.com/watch?v=8K48-ICzL8g دراسات في الديمقراطية المصرية